# Steige
Steige é uma comuna francesa na região administrativa de Grande Leste, no departamento Baixo Reno. Estende-se por uma área de 9,77 km². Em 2010 a comuna tinha 621 habitantes (densidade: 63,6 hab./km²).